# Alejandro Guerrero (entrenador colombiano)
Alejandro Guerrero (Cali, Colombia; 7 de diciembre de 1978) es un director técnico colombiano. Actualmente no dirige a ningún club tras estar al mando del Boca Juniors de Cali de la Segunda División de Colombia entre 2018 y 2023.

## Trayectoria
Guerrero ha dirigido en las divisiones menores de varios equipos colombianos, entre ellos en la Selección pre-juvenil del Valle del Cauca. Además fue asistente técnico de entrenadores como Néstor Otero, Álvaro de Jesús Gómez, César Torres y Abuelo Cruz.
En el año 2017 dirige por primera vez a nivel profesional en el equipo peruano Sport Áncash.

## Clubes

### Como asistente
| Club                      | País     | Año         | Asistente de          |
| ------------------------- | -------- | ----------- | --------------------- |
| Selección Valle del Cauca | Colombia | 2005 - 2008 | --                    |
| Centauros Villavicencio   | Colombia | 2009 - 2011 | Abuelo Cruz           |
| Atlético Huila            | Colombia | 2011 - 2012 | Néstor Otero          |
| Universitario de Popayán  | Colombia | 2012        | César Torres          |
| Atlético Huila            | Colombia | 2012 - 2013 | Álvaro de Jesús Gómez |
| Universitario de Popayán  | Colombia | 2014 - 2016 | César Torres          |

### Como entrenador
| Club                     | País     | Año         | Partidos dirigidos |
| ------------------------ | -------- | ----------- | ------------------ |
| Sport Áncash             | Perú     | 2017        | 17                 |
| Universitario de Popayán | Colombia | 2018 - 2019 | 22                 |
| Boca Juniors de Cali     | Colombia | 2019 - 2023 | 119                |

## Estadísticas como entrenador
| Sport Áncash · Perú                 | 2ª                  | 2017                | 17  | 2  | 4  | 11 | -  | - | - | -  | - | - | - | - | 17  | 2  | 4  | 11 |  |
| Sport Áncash · Perú                 | Total               | Total               | 17  | 2  | 4  | 11 | 0  | 0 | 0 | 0  | 0 | 0 | 0 | 0 | 17  | 2  | 4  | 11 |  |
| Universitario de Popayán · Colombia | 2ª                  | 2018                | 1   | 0  | 0  | 1  | -  | - | - | -  | - | - | - | - | 1   | 0  | 0  | 1  |  |
| Universitario de Popayán · Colombia | 2ª                  | 2019                | 15  | 2  | 6  | 7  | 6  | 0 | 2 | 4  | - | - | - | - | 21  | 2  | 8  | 11 |  |
| Universitario de Popayán · Colombia | Total               | Total               | 16  | 2  | 6  | 8  | 6  | 0 | 2 | 4  | 0 | 0 | 0 | 0 | 22  | 2  | 8  | 12 |  |
| Boca Juniors de Cali · Colombia     | 2ª                  | 2019                | 15  | 3  | 2  | 10 | -  | - | - | -  | - | - | - | - | 15  | 3  | 2  | 10 |  |
| Boca Juniors de Cali · Colombia     | 2ª                  | 2020                | 17  | 5  | 4  | 8  | 2  | 0 | 2 | 0  | - | - | - | - | 19  | 5  | 8  | 8  |  |
| Boca Juniors de Cali · Colombia     | 2ª                  | 2021                | 29  | 5  | 7  | 17 | 6  | 2 | 1 | 3  | - | - | - | - | 35  | 7  | 8  | 20 |  |
| Boca Juniors de Cali · Colombia     | 2ª                  | 2022                | 30  | 5  | 12 | 13 | 2  | 0 | 0 | 2  | - | - | - | - | 32  | 5  | 12 | 15 |  |
| Boca Juniors de Cali · Colombia     | 2ª                  | 2023                | 16  | 2  | 6  | 8  | 2  | 0 | 0 | 2  | - | - | - | - | 18  | 2  | 6  | 10 |  |
| Boca Juniors de Cali · Colombia     | Total               | Total               | 107 | 20 | 31 | 56 | 12 | 2 | 3 | 7  | 0 | 0 | 0 | 0 | 119 | 22 | 34 | 63 |  |
| Total en su carrera                 | Total en su carrera | Total en su carrera | 142 | 24 | 41 | 75 | 18 | 2 | 5 | 11 | 0 | 0 | 0 | 0 | 160 | 26 | 46 | 86 |  |
| 1. 2.                               |                     |                     |     |    |    |    |    |   |   |    |   |   |   |   |     |    |    |    |  |